# Dan Duncan
Dan L. Duncan (ur. 2 stycznia 1933, zm. 28 marca 2010) – współzałożyciel, prezes zarządu oraz największy udziałowca Enterprise Products Partners L.P., przedsiębiorstwa zajmującego się przesyłem i magazynowaniem gazu ziemnego. Według magazynu Forbes jego majątek w 2005 był szacowany na 5,1 miliarda dolarów, co dało mu 92. miejsce na liście najbogatszych ludzi świata.